# Pstriná
Pstriná es un municipio del distrito de Svidník en la región de Prešov, Eslovaquia, con una población estimada a final del año 2024 de 65 habitantes.
Se encuentra ubicado en el centro-norte de la región, cerca del río Ondava (cuenca hidrográfica del río Tisza) y de la frontera con  Polonia.

## Demografía
| Año        | 1994 | 2004     | 2014    | 2024    |
| ---------- | ---- | -------- | ------- | ------- |
| Población  | 89   | 59       | 60      | 65      |
| Diferencia |      | −33,70 % | +1,69 % | +8,33 % |

| Año        | 2023 | 2024     |
| ---------- | ---- | -------- |
| Población  | 59   | 65       |
| Diferencia |      | +10,16 % |